# وانسا لی اویگان
وانسا لی اویگان (انگلیسی: Vanessa Lee Evigan؛ زادهٔ ۱۸ مارس ۱۹۸۱) یک هنرپیشه اهل ایالات متحده آمریکا است. 